# 大笑い江戸っ子祭
『大笑い江戸っ子祭』（おおわらいえどっこまつり）は、1959年2月3日公開の日本の喜劇映画である。斎藤寅次郎監督、宝塚映画製作。芝浜・たらちね・千両富などの古典落語を原作としている。

## スタッフ
- 監督	斎藤寅次郎
- 脚本	蓮池義雄 、 淀橋太郎
- 製作	杉原貞雄
- 撮影	西前弘
- 美術	鳥居塚誠一
- 音楽	宅孝二
- 録音	中川浩一
- 照明	牧野秀雄

## キャスト
- 久六（クズ屋）	三木のり平
- 八五郎（魚屋）	有島一郎
- お春（八五郎の妻）	朝雲照代
- お菊（八五郎の妹）	雪村いづみ
- 伊勢屋源兵衛（長屋の大屋）	益田喜頓
- おなみ（源兵衛の妻）	汐風亭子
- 与太郎（源兵衛の息子）	立原博
- お露源兵衛の娘）	環三千世
- 次郎吉（呉服屋）	西川鯉次郎
- お弓（父母を探す少女）	翼ひろみ
- 太助（お弓の父）	森川信
- お時（お弓の母）	坪内美詠子
- 勘七（目明しの親分）	榎本健一
- 銀次（すり）	坊屋三郎
- 五郎八（泥棒）	八波むと志
- お清（久六の妻）	藤間紫
- 雲竹斎（易者）	丘寵児
- 富の市（盲人）	内海突破
- 三次	夏目俊二
- お政	平原小夜美
- 亀吉	富松千代志
- 河内屋和助	山茶花究
- 正兵衛	渡辺篤
- 良玄	古川緑波
- 彦三郎	佐々十郎
- 為三	小原新二
- 松公	西岡タツオ
- 雄之助	南都雄二
- お蝶	ミヤコ蝶々
- 忠左衛門	堺駿二
- 喜内	宮坊太郎
- 金太	柳家金語楼
- 善吉	トニー谷
- 居酒屋の女中	若水ヤエ子
- 鉄火場の中盆	西川ヒノデ